# La Bazeuge
La Bazeuge – miejscowość i gmina we Francji, w regionie Nowa Akwitania, w departamencie Haute-Vienne.
Według danych na rok 1990 gminę zamieszkiwało 191 osób, a gęstość zaludnienia wynosiła 19 osób/km² (wśród 747 gmin Limousin La Bazeuge plasuje się na 440. miejscu pod względem liczby ludności, natomiast pod względem powierzchni na miejscu 556.).

## Populacja

Populacja La Bazeuge w latach 1962–2008